# Varde (commune)
Pour les articles homonymes, voir Varde (homonymie).
Pour la ville qui donne son nom à la commune, voir Varde.

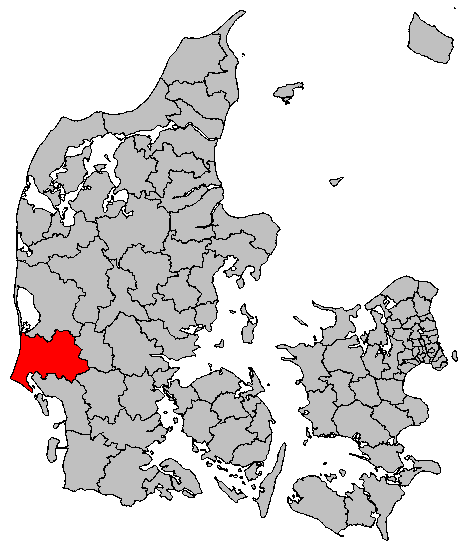

Varde est une commune du Danemark située dans la région du Danemark-du-Sud. C’est également le nom d’une ancienne commune d’entre 1970 et 2006, de l’amt de Ribe (voir plus bas).
Elle comptait 50 129 habitants en 2019, pour une superficie de 1 255,79 km2.

## Formation
Varde est le résultat du rassemblement des cinq anciennes communes de :
- Blaabjerg ;
- Blåvandshuk ;
- Helle ;
- Varde ;
- Ølgod.